# Syllepte crenilinealis
Syllepte crenilinealis is een vlinder van de familie van de grasmotten (Crambidae). De wetenschappelijke naam van deze soort is voor het eerst voorgesteld door George Francis Hampson in een publicatie uit 1918. De spanwijdte bedraagt 40 millimeter.
De soort komt voor in Indonesië (West-Papoea).